# Cue (plaats)
Cue is een plaats in de regio Mid West in West-Australië. Het ligt 652 kilometer ten noordoosten van Perth, 420 kilometer ten oosten van Geraldton en 118 kilometer ten zuidwesten van Meekatharra. In 2021 telde het plaatsje 140 inwoners, tegenover 328 in 2006. Cue is een historisch goudmijndorpje dat bekend staat als "Queen of the Murchison".

## Geschiedenis
Voor de Europese kolonisten en goudzoekers het stroomgebied van de Murchison introkken leefden de Watjarri Aborigines er al minstens 10.000 jaar. De streek waar Cue zou ontstaan was een belangrijke Aborigines ontmoetingsplaats. Daarvan getuigen de rotsschilderingen aan de Walga Rock. Tegenwoordig leven er nog steeds afstammelingen van de Wajarri, Badimia, Wutha en Tjupan in Cue en omstreken en maken er deel uit van de lokale gemeenschap.
In 1892 vond een Aborigines goudzoeker genaamd "Governor" een klomp goud van 280 gram in Cuddingwarra, negen kilometer ten westen van waar Cue vandaag ligt. Hij toonde het goud aan Michael Fitzgerald en Edward Heffernan die op een week tijd 7,37 kilogram goud verzamelden op de plaats waar nu de hoofdstraat van Cue ligt. Het was echter Tom Cue die naar Nannine reisde en de claim registreerde. Het plaatsje groeide pijlsnel. Na enkele dagen waren reeds 400 goudzoekers aanwezig. Er werd een waterput van 30 diep gegraven die later met nog 9 meter werd verdiept. In 1893 werd het plaatsje officieel gesticht en naar Tom Cue vernoemd. Acht kilometer ten zuiden van Cue werd nog een plaatsje gesticht, Day Dawn.
In 1894 brak er buiktyfus uit doordat de waterput verontreinigd was en vele inwoners stierven. Er werd een hospitaalcomité opgericht en een andere waterbron aangeboord. De oude waterput werd dichtgegooid en er werd een rotunda bovenop gebouwd. James Patterson Campbell richtte in 1894 een vrijwillige brandweerbrigade op maar die kreeg pas een gebouw in 1936. De brandweerbrigade bestaat nog steeds. Het gebouw staat achter een recentere brandweerkazerne.

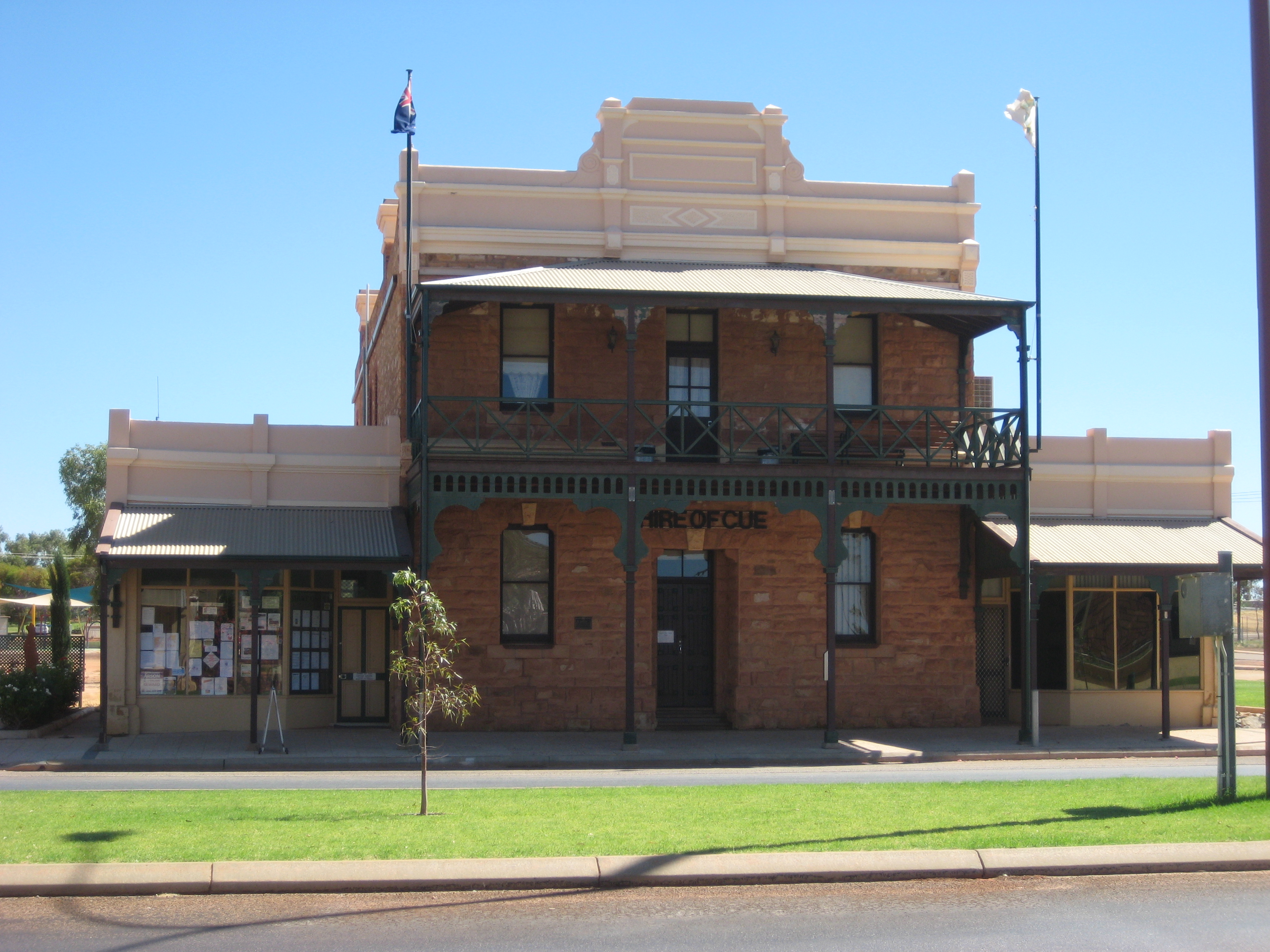
Murchison Chambers

Vanaf oktober 1894 werd begonnen met de bouw van stenen overheidsgebouwen waaronder een postkantoor en een politiebureau. Een stenen hospitaal verving de hospitaaltent die bij de nieuwe waterbron aan Milly Soak was gezet tijdens de tyfusepidemie. De gebouwen werden rechtgezet met kalksteen die lokaal werd gewonnen. Het kantoorgebouw "Murchison Chambers" met 18 kantoren en 2 winkels werd gebouwd door de London and Western Australian Investment Company. Herbert Hoover, de latere president van de Verenigde Staten, verbleef soms in Murchison Chambers wanneer hij Cue aandeed in het kader van zijn mijnactiviteiten. In 1902 verhuisde de Murchison Club naar de bovenverdieping van de Murchison Chambers waardoor het gebouw bekend werd als de "Gentlemen's Club". In 1985-86 zou het gebouw volledig gerenoveerd worden en nam de administratie van het lokale bestuursgebied Shire of Cue er zijn intrek in.
Tegen 1895 stonden er acht tienhoofdige stampmolens in Cue : Cue Public Battery, Cue One Proprietry, Kangaroo, Lady Mary Amalgamated, Red White & Blue, Rose of England, Reward en Cue Victory.
In 1896 werden nog meerdere gebouwen opgetrokken waaronder de eerste en enige school van Cue. De school bestond uit een enkel klaslokaal met een hoog dak voor verluchting. In 1898 werd een tweede klaslokaal bijgebouwd en in 1904 een derde. Er werd een gemeentehuis gebouwd en een gevangenis. De politie bestond uit 25 manschappen waaronder verscheidene Aboriginesspoorzoekers. De gevangenis werd in 1914 gesloten maar werd nog tot einde de jaren 1930 gebruikt tijdens gevangenentransporten.
In april 1897 kwam de eerste trein uit Perth met een honderdtal reizigers toe in Cue. Ze werden opgewacht door 1.500 mensen waaronder de burgemeester en Tom Cue. Voor de brandweer werden waterreservoirs boven op het politiekantoor geplaatst. In 1898 kreeg Cue een spoorwegstation. Tien jaar later werd de lijn verlengd tot Meekatharra. Cue ontving reizigers tot 1978 toen de spoorlijn gesloten werd. De sporen werden uitgebroken en aan het spoorwegstation kwam een sportveld te liggen.
Op 21 april 1897 werd een vrijmetselaarsloge opgericht. De loge zette in 1899 een gebouw in hout en gegalvaniseerd ijzer met een gietijzeren interieur. De loge bestond tot 1979. Het gebouw bestaat nog steeds en is een van de enige in zijn soort. Het werd opgekocht door de National Trust.
In 1898 werd begonnen met de ontwikkeling van de Great Fingall Mine. Het kantoor van de Great Fingall Consolidated Gold Mining Company werd in 1902 in Day Dawn gebouwd door Italiaanse steenhouwers. Het gebouw bestaat nog maar staat gevaarlijk dicht tegen de rand van de open-mijn-put. De mijn werd in 1918 gesloten. Cue groeide en kromp mee met de mijnindustrie, de goudprijzen en goudreserves en met de veeteelt, de wolprijzen en regenval. In 1900 telde Cue om en bij de 10.000 inwoners en werden er drie kranten uitgegeven, The Murchison Miner, The Murchison Times en The Murchison Advocate. Tijdens de Eerste Wereldoorlog trokken nogal wat mannen ten strijde. Na de Eerste Wereldoorlog bleven veel mijnen gesloten en begon de achteruitgang van Cue. Day Dawn werd volledig verlaten. Tijdens de crisis van de jaren 30 en de daling van de goudprijs liep Cue verder leeg. Tegen 1933 had Cue nog ongeveer 500 inwoners. In 2006 werd Cue door de National Trust geclassificeerd als de negende historische plaats in West-Australië. In 2016 telde het nog 178 inwoners. De grootste werkgever was de Crosslands-ijzermijn ten westen van Cue.

## Bezienswaardigheden
- Walga Rock, 48 kilometer ten westen van Cue, is een belangrijke spirituele en culturele plaats. Het biedt spectaculaire uitzichten op de omgeving en ongewone rotsformaties. Er is een eeuwenlang bewaarde galerij met Aborigineskunst waaronder een mysterieuze tekening van een wit schip.
- Net ten noorden Cue ligt de Cue Lookout die een volledig overzicht van Cue en de omgeving biedt.
- Fossicking is toegestaan behalve op private eigendom. (Fossicking is recreatief zoeken naar goud, edelstenen en fossielen.)
- Cue’s Heritage Trail is een toeristische autoroute langs de vele historische gebouwen die Cue rijk is. Men doet ook de verlaten plaatsjes Day Dawn, Big Bell en de site van het oude tenthospitaal in Milly Soak aan.
- In het gebouw waar de Shire of Cue zetelt wordt de Historical Photograph Collection tentoongesteld.
- Lake Nallan Nature Reserve herbergt een grote verscheidenheid aan fauna en flora waaronder zwarte zwanen (behalve in perioden van extreme droogte).
- Milly Soak was de picknickplaats voor de bewoners van weleer. Het was ook de plaats waar men water haalde nadat de waterput in Cue besmet was geraakt. Drie graven getuigen van de tijd dat het tentenhospitaal in Milly Soak stond.
- De Old Cemetery ligt vier kilometer ten noorden van Cue langs de Sandstone Road.[7]

## Galerij

Cue
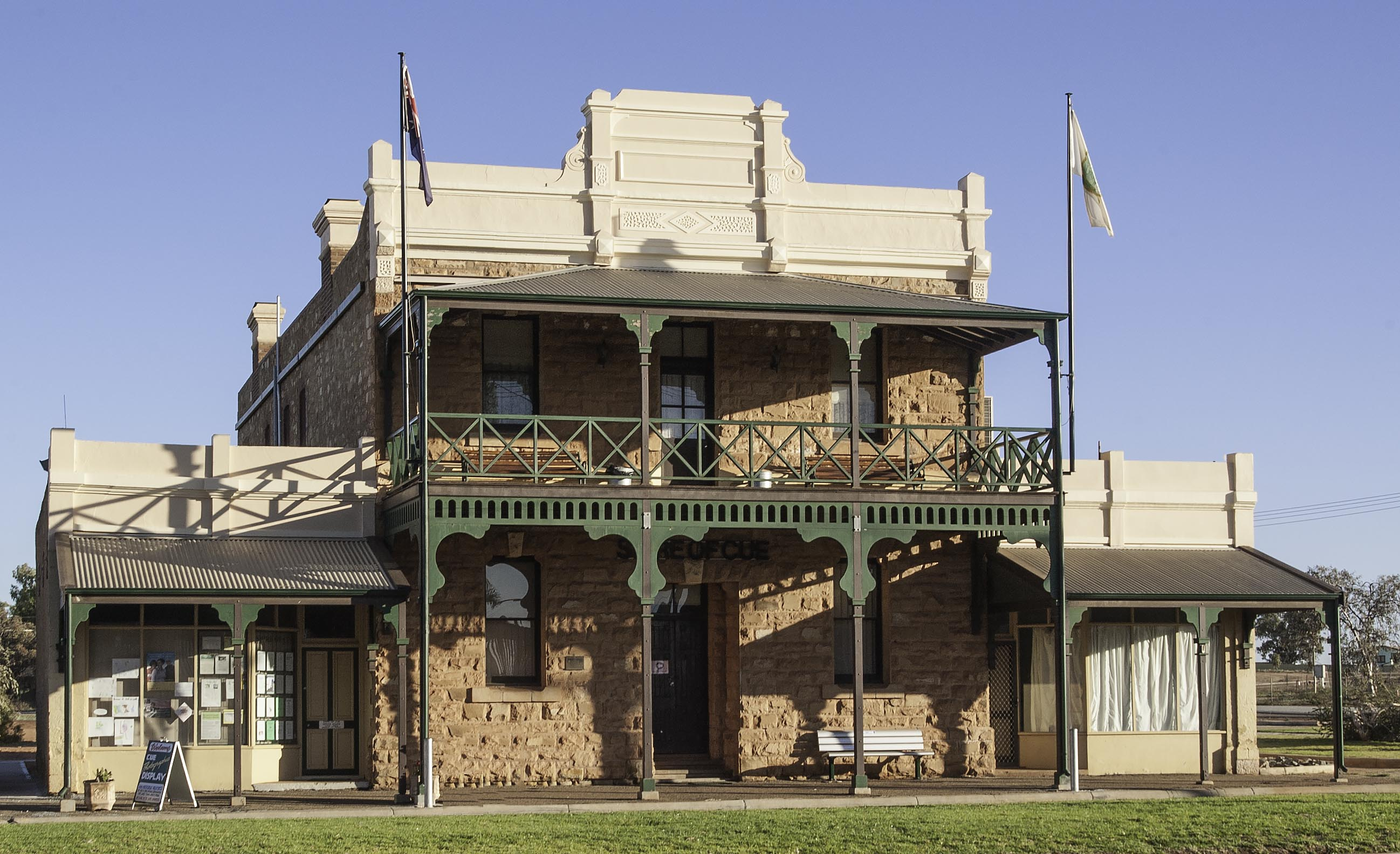
Shire Office
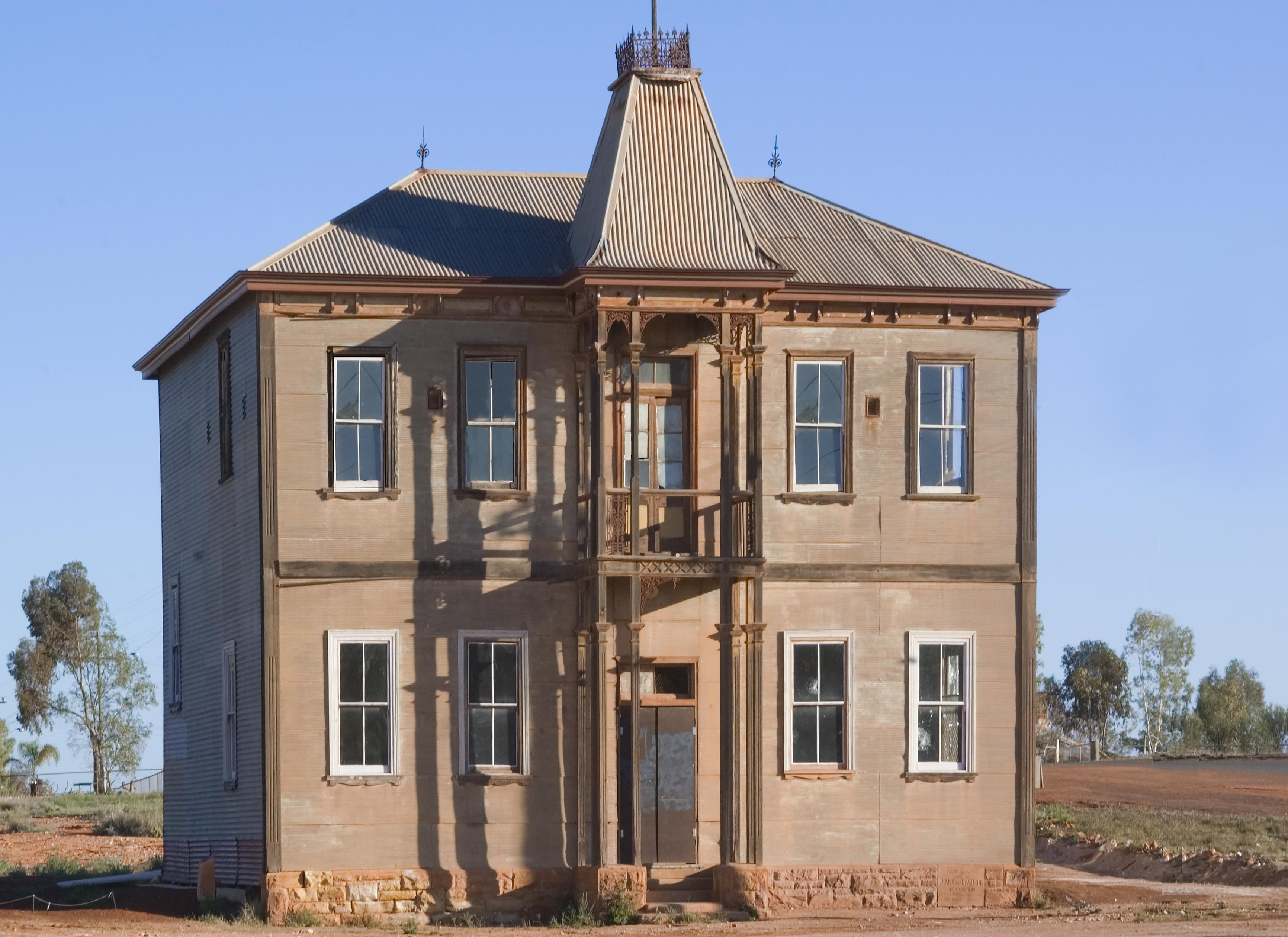
Vrijmetselaarshuis
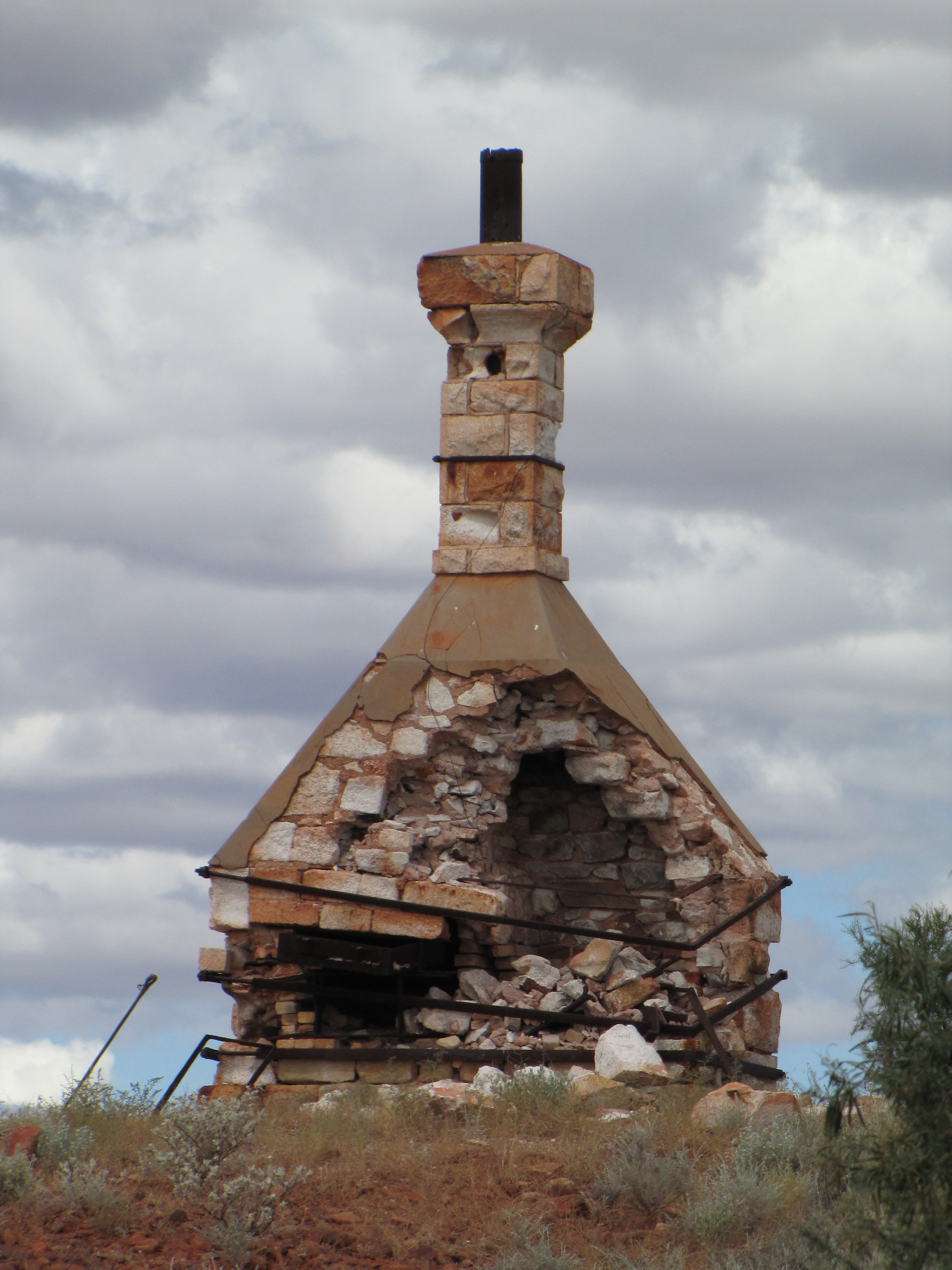
Hospitaalruïne
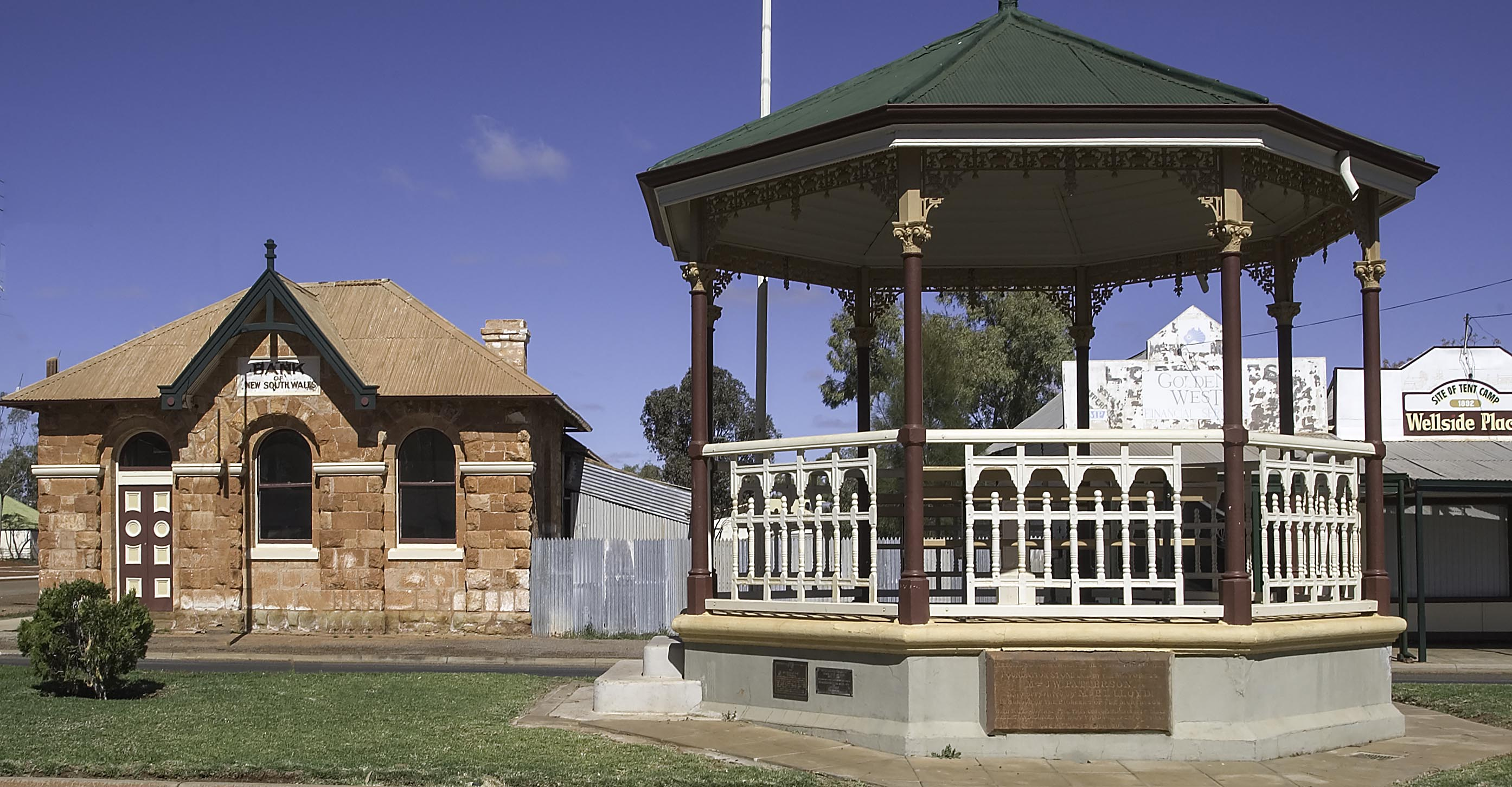
Rotonde
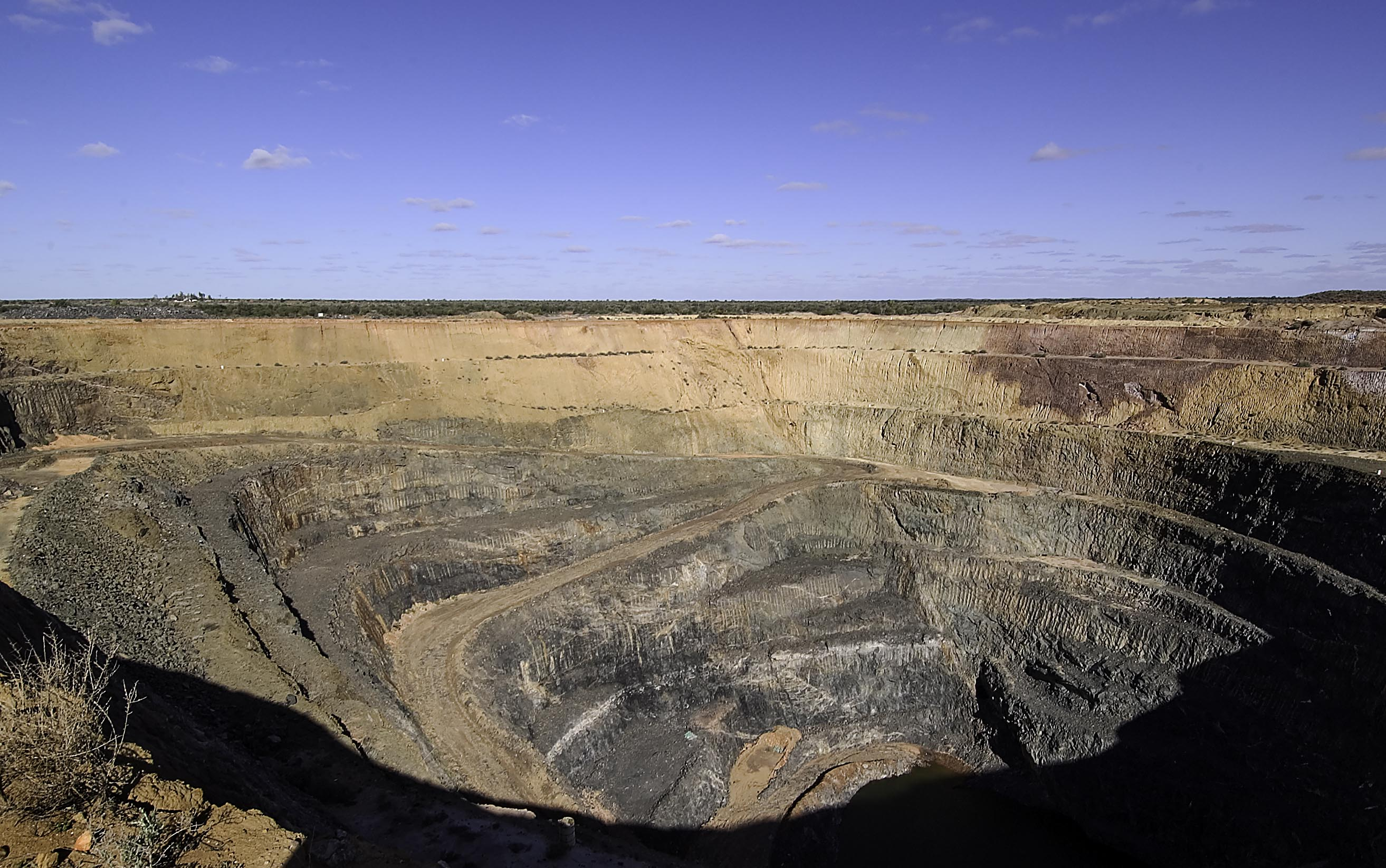
Great Fingale Mine
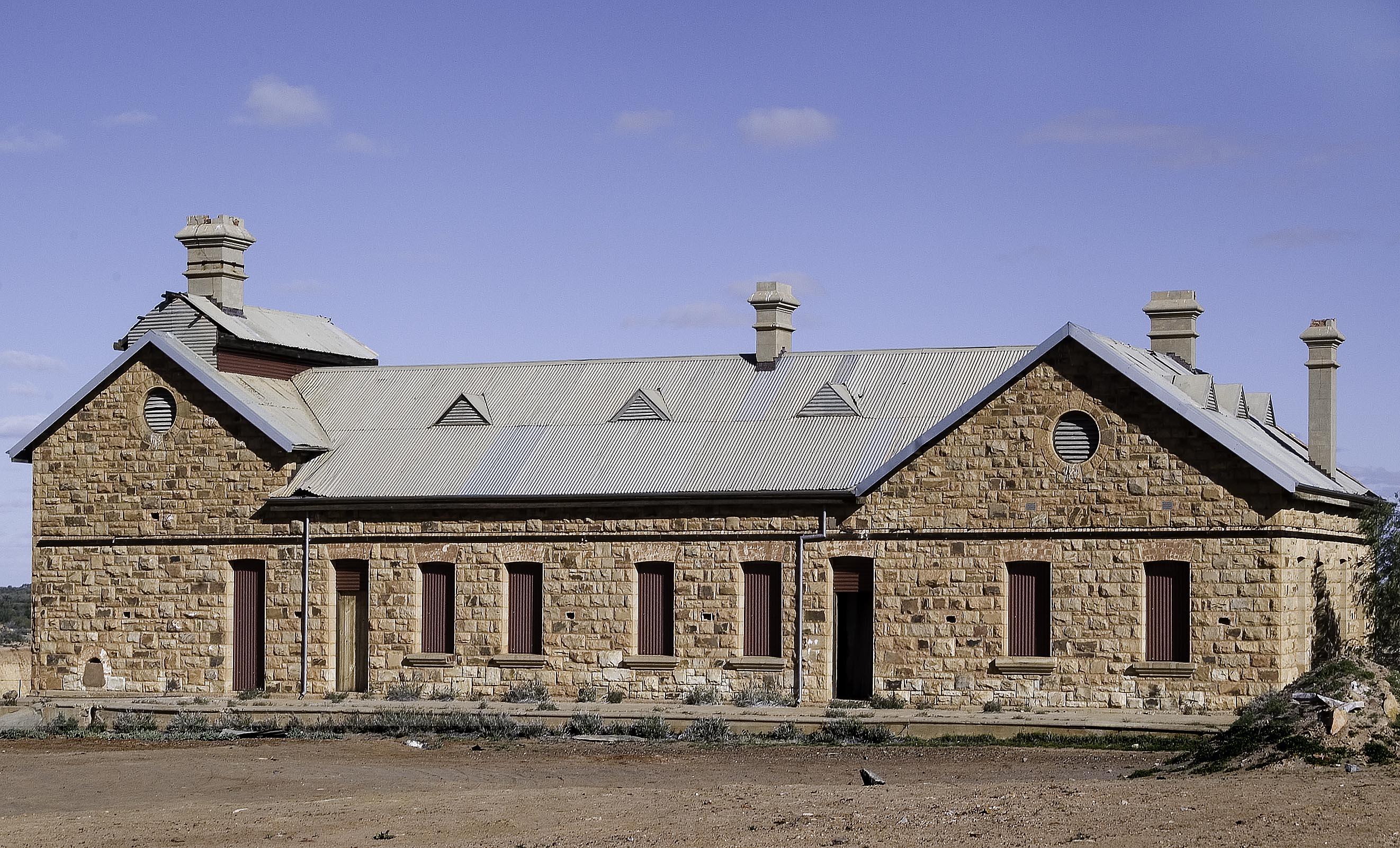
Day Dawn
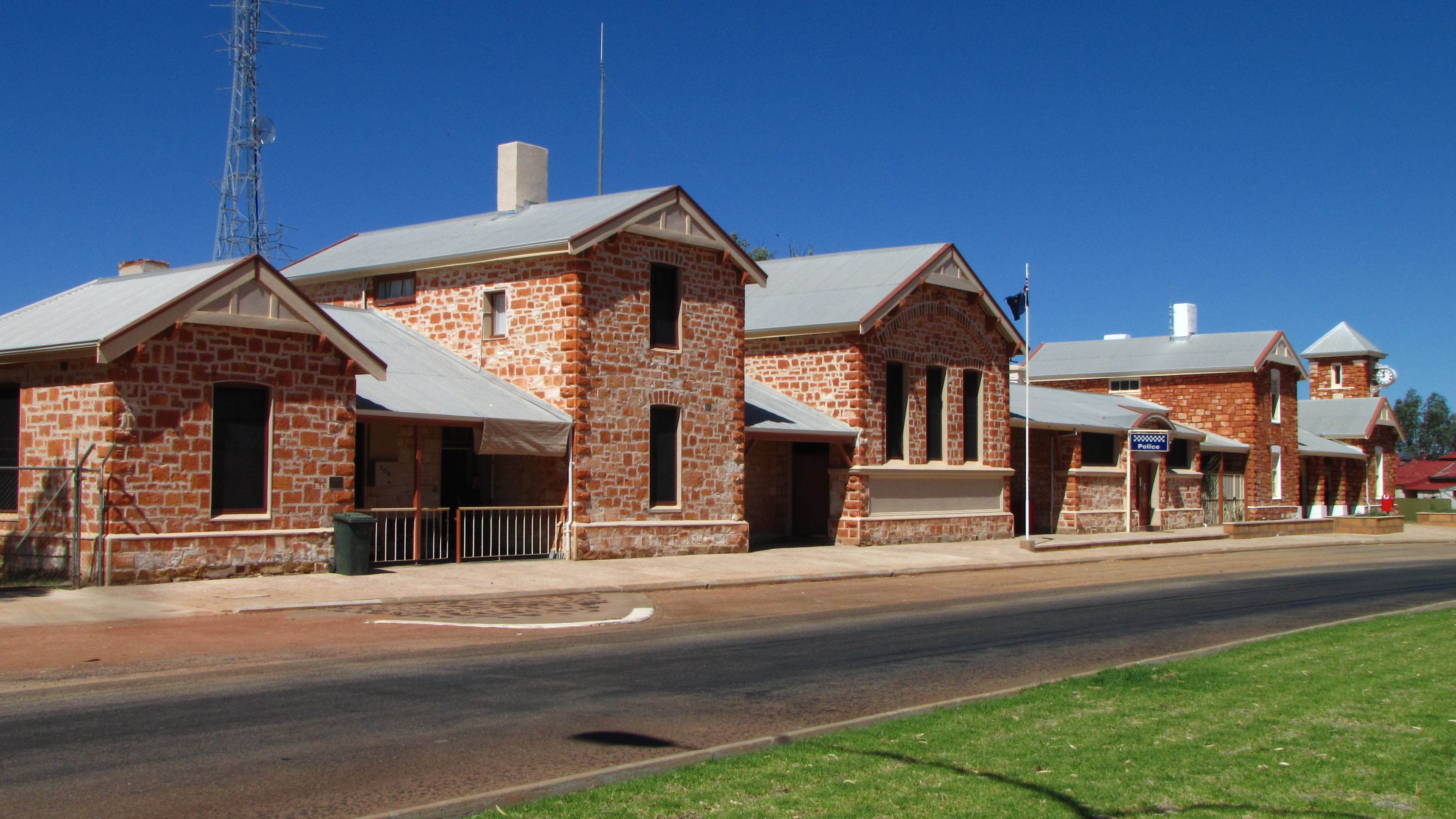
Politiegebouw
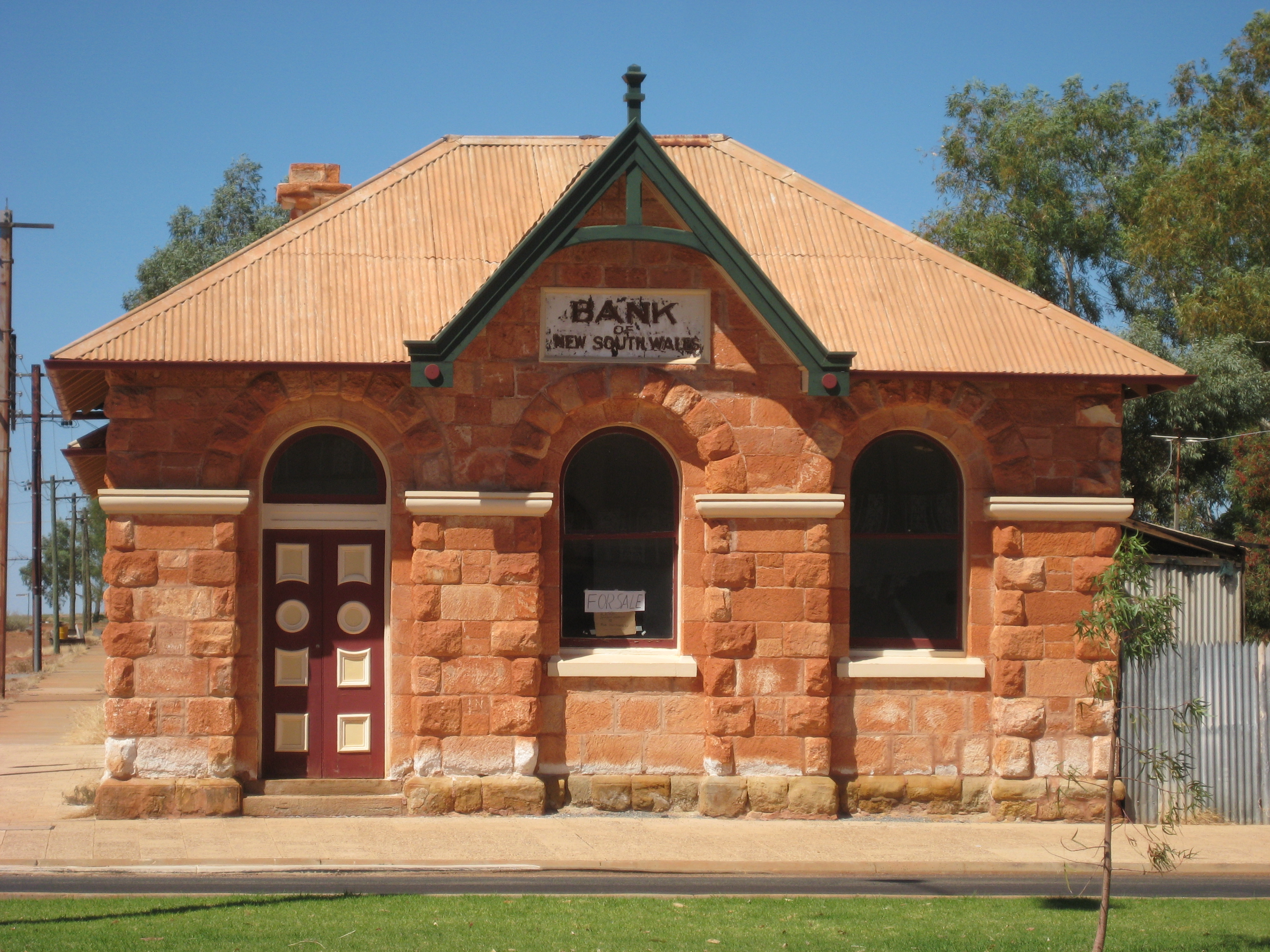
Voormalige bank
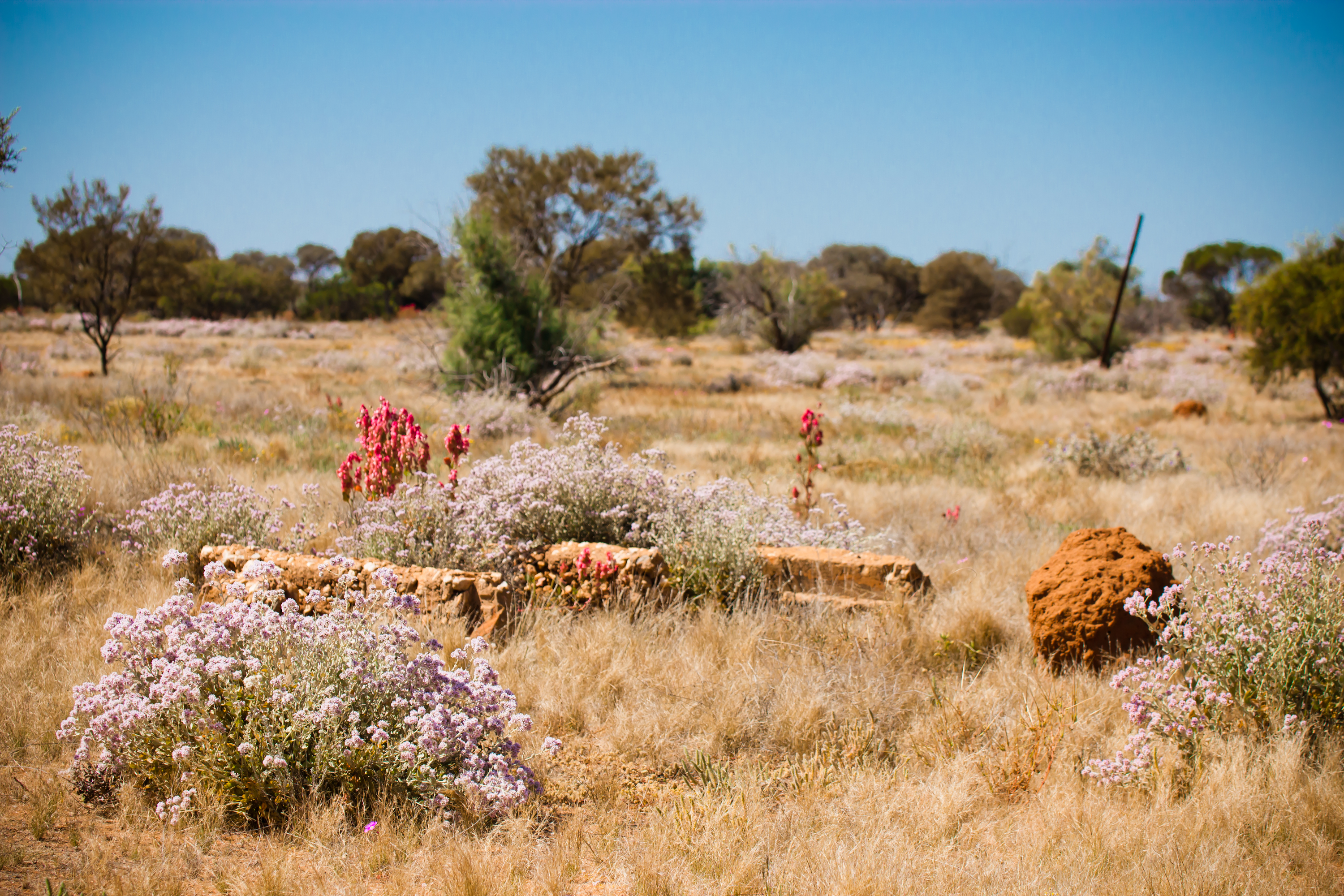
Big Bell Ghost Town
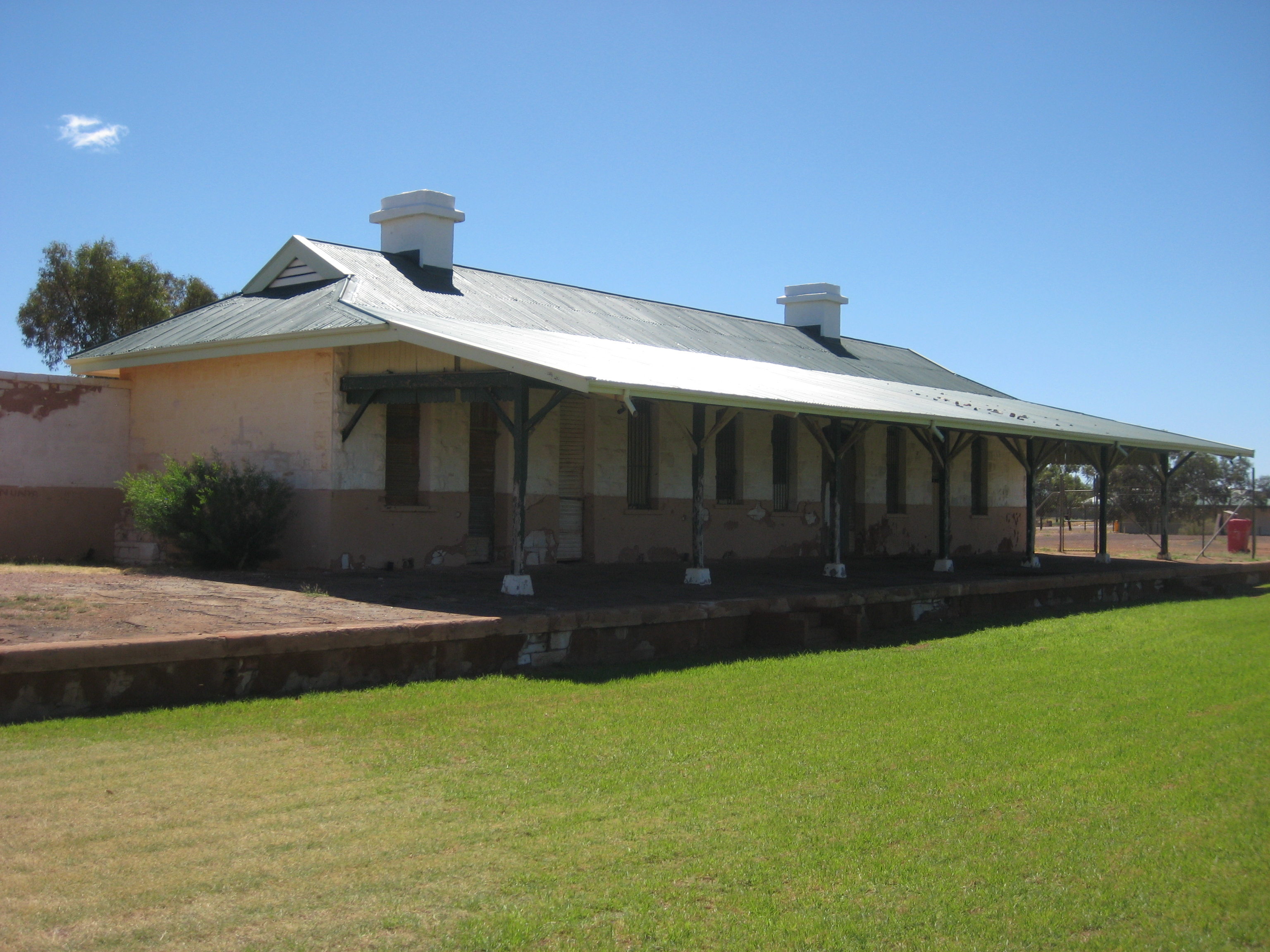
Spoorwegstation

## Transport
Cue heeft een klein vliegveld dat gebruikt wordt door de Royal Flying Doctors Service en door mijnbedrijven. Er zijn twee busbedrijven die Cue aandoen op wekelijkse basis. De meestvoorkomende wijze van transport is de automobiel. De Great Northern Highway loopt door de Shire of Cue.

## Klimaat
Cue heeft een steppeklimaat met milde tot koele winters en hete droge zomers.
| Maand                                  | jan  | feb  | mrt  | apr  | mei  | jun  | jul  | aug  | sep  | okt  | nov  | dec  | Jaar  |
| -------------------------------------- | ---- | ---- | ---- | ---- | ---- | ---- | ---- | ---- | ---- | ---- | ---- | ---- | ----- |
| Gemiddeld maximum (°C)                 | 37,8 | 36,7 | 34,0 | 29,0 | 23,2 | 19,1 | 18,4 | 20,4 | 24,6 | 28,3 | 32,8 | 36,2 | 28,4  |
| Gemiddeld minimum (°C)                 | 22,8 | 22,4 | 20,1 | 15,8 | 11,1 | 8,2  | 6,9  | 7,7  | 10,1 | 13,1 | 17,2 | 20,7 | 14,7  |
|                                        |      |      |      |      |      |      |      |      |      |      |      |      |       |
| Neerslag (mm)                          | 27,3 | 29,5 | 24,5 | 18,7 | 24,5 | 28,0 | 25,3 | 16,8 | 6,7  | 6,6  | 9,5  | 15,0 | 232,4 |
| Regendagen (dag)                       | 2,4  | 2,3  | 2,3  | 2,2  | 3,0  | 4,1  | 3,7  | 2,8  | 1,2  | 1,0  | 1,3  | 1,8  | 28,1  |
| Relatieve luchtvochtigheid (%)         | 21   | 25   | 26   | 30   | 37   | 45   | 44   | 36   | 27   | 24   | 20   | 19   | 29,5  |
| Bron: Australian Bureau of Meteorology |      |      |      |      |      |      |      |      |      |      |      |      |       |